# Boss Up Entertainment
Boss Up Entertainment es el sello discográfico fundado por el rapero Loon en alianza con Bad Boy Records de Combs, en 2004. La primera grabación fue Boss Up Mixtape Vol. 1 de King Tee editada en noviembre de 2005.